# Wang Lijuan
Wang Lijuan (chinesisch 王丽娟; * 17. April 2003 in Dalian) ist eine chinesische Bahnradsportlerin, die auf Kurzzeitdisziplinen spezialisiert ist.

## Sportlicher Werdegang
Wang fiel 2021 und 2022 zunächst mit guten Resultaten bei Wettkämpfen in China auf. Nachdem sie 2023 chinesische Meisterin im Keirin geworden war, trat sie auch international auf, so bei den Asienmeisterschaften und den Asienspielen; bei letzteren gewann sie im Keirin die Silbermedaille. Sie wurde außerdem in die Track Champions League eingeladen, wo sie im Kurzzeit-Bereich den fünften Platz belegte.
2024 war Wang Asienmeisterin im Sprint, außerdem vertrat sie ihr Land im Nations Cup und bei den Weltmeisterschaften.

## Erfolge
2023
 Chinesische Meisterin – Keirin
 Asienspiele – Keirin
2024
 Asienmeisterschaften – Sprint